# Dernjačišta
Dernjačišta är en bergstopp i Bosnien och Hercegovina, på gränsen till Montenegro. Den ligger i den sydöstra delen av landet, 80 km sydost om huvudstaden Sarajevo. Toppen på Dernjačišta är 2 239 meter över havet.
Terrängen runt Dernjačišta är huvudsakligen kuperad, men åt sydväst är den bergig. Runt Dernjačišta är det ganska glesbefolkat, med 48 invånare per kvadratkilometer.. 
I omgivningarna runt Dernjačišta växer i huvudsak blandskog.